# Švýcarsko na Letních olympijských hrách 2016
Švýcarsko se účastnilo Letní olympiády 2016 v počtu 104 sportovců v 17 sportech. Získalo tři zlaté, dvě stříbrné a dvě bronzové medaile.

## Medailisté
| Medaile | Jméno                                               | Sport                | Soutěž                              |
| ------- | --------------------------------------------------- | -------------------- | ----------------------------------- |
| Zlato   | Fabian Cancellara                                   | Cyklistika           | časovka muži                        |
| Zlato   | Mario Gyr Simon Niepmann Simon Schürch Lucas Tramèr | Veslování            | čtyřka bez kormidelníka lehkých vah |
| Zlato   | Nino Schurter                                       | Cyklistika           | cross-country muži                  |
| Stříbro | Timea Bacsinszká Martina Hingisová                  | Tenis                | Ženská čtyřhra                      |
| Stříbro | Nicola Spirigová                                    | Triatlon             | triatlon ženy                       |
| Bronz   | Heidi Diethelm Gerber                               | Sportovní střelba    | 25 metrů sportovní pistole ženy     |
| Bronz   | Giulia Steingruberová                               | Sportovní gymnastika | přeskok ženy                        |